# Yankunytjatjara
Los yankunytjatjara son un pueblo aborigen australiano muy cercano a los pitjantjatjara y de historia muy similar. Las lenguas de ambos pueblos son muy parecidas; el idioma yankunytjatjara mezcla palabras del inglés y del idioma pitjantjatjara. Los yankunytjatjara, los ngaanyatjarra y los pitjantjatjara se denomina a sí mismos anangu, y viven sobre todo en el noroeste de Australia Meridional, donde fueron confinados después de ser expulsados de sus territorios originales, al sur de los montes Musgrave, aunque en la actualidad se encuentran dispersos en torno a Uluru, Kata Tjuta y el sur de Australia Meridional. 
Este idioma fue utilizado por primera vez en el festival de la canción de Eurovisión en 2024, participando con Australia, siendo la primera vez que un idioma nativo de Oceania es utilizado.